# Bretschneiderovo ucho
Bretschneiderovo ucho je součástí Národního památníku odposlechu. Památník se skládá z trojice reliéfů vytesaných do skal lomů u Lipnice nad Sázavou.
Bretschneiderovo ucho bylo z reliéfů odhaleno jako první, stalo se tak dne 23. června 2005 a dostalo svůj název dle tajného policisty z románu Dobrý voják Švejk od spisovatele Jaroslava Haška. Tento tři metry vysoký ušní boltec, vytesala skupina kameníků pod vedením Radomíra Dvořáka z Havlíčkova Brodu a předlohou jim údajně byl sádrový model ucha z hostince U české koruny. Reliéf má symbolizovat špiclování, jednu z vlastností, která provází Čechy dějinami.

## Ve filmu
- Princezna zakletá v čase (2020, režie: Petr Kubík)

## Součásti památníku
- Bretschneiderovo ucho
- Ústa pravdy
- Zlaté oči
- Hlava XXII
- Jednohubka a la Jurajda